# Christelijke Middenstandsbond
De Christelijke Middenstandsbond was een Nederlandse protestants-christelijke werkgeversorganisatie voor zelfstandige en kleine ondernemers. Deze werd in 1918 opgericht als de Vereniging van de Christelijke Handeldrijvende en Industriële Middenstand in Nederland en veranderde in 1918 in de naam naar Christelijke Middenstandsbond. In 1968 veranderde de organisatie de naam naar Nederlands Christelijk Ondernemersverbond. In 1995 ging deze organisatie op in MKB-Nederland.